# Саларьево (деревня, Москва)
Сала́рьево — деревня в поселении Московский Новомосковского округа Москвы. Население — 369 чел. (2010).
До 1 июля 2012 года входила в состав Ленинского района Московской области.

## История
Название деревни произошло от фамилий соратников Дмитрия Донского: среди тех, кто сопровождал князя на Куликово поле, были крымские купцы Михаил и Дементий Саларевы. В награду за верную службу они получили земли рядом с Москвой, но эти ли — доподлинно неизвестно. Впервые в документах Саларьево упоминается в середине XVI века как владение дьяка Никиты Афанасьевича Фуникова-Курцева. Незадолго до своей казни, которая была совершена по приказу Ивана Грозного, Фуников продал Саларьево Троице-Сергиевскому монастырю за 700 рублей.
В 1594 году Саларьево упоминается как сельцо с монастырским двором, двором приказчика и 15 крестьянскими дворами. В годы Смуты Саларьево, вероятно, было разорено, так как в дозорных книгах 1614 года значится пустошью. Однако через два года деревня вновь была заселена. В 1627 году в деревне насчитывалось 23 двора. Ко времени ликвидации монастырского землевладения Саларьево превратилось в крупнейшее селение округи с 70 крестьянскими дворами и более чем 400 жителями. В XIX веке в деревне были открыты два постоялых двора, две лавки и питейный дом. В 1917 году в 110 дворах деревни проживали 629 человек. В начале 30-х годов в Саларьеве был образован колхоз.
Изначально деревня входила в приход Георгиевской церкви села Передельцы, находившейся в 5 верстах от Саларьева. В 1869 году в деревне была построена часовня. К концу XIX века часовня обветшала, и в августе 1902 года на её месте была освящена церковь во имя Тихвинской иконы Божией Матери. Церковь была закрыта в 1930 году, а разрушена — в 1970-е годы. В 2003 году заложили первый камень в основание нового храма — во имя Новомучеников и Исповедников Российских, который так и не был построен.
Рядом с деревенским кладбищем находятся два мемориала — героям войны 1812 года и погибшим в Великой Отечественной войне. В честь 65-й годовщины Победы в деревне был открыт новый памятник.
В деревне шесть улиц: Московская, Картмазовская, Передельцевская, Тихоновская, 1-я и 2-я Новые. Планировка связана с расположением трёх прудов в центре Саларьева.
На северо-востоке граничит с деревней Дудкино.
В районе деревни Саларьево находится одноимённая станция Сокольнической линии. В 2019 году был открыт одноимённый транспортно-пересадочный узел.

Саларьево — родина известного советского и российского футболиста мсмк Валерия Гладилина. 

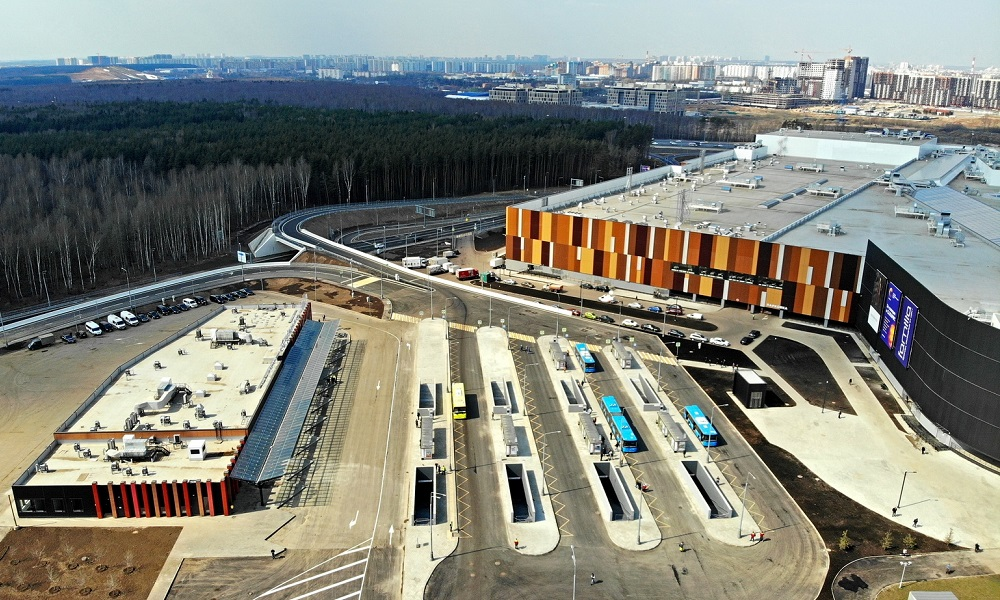
ТПУ «Саларьево»
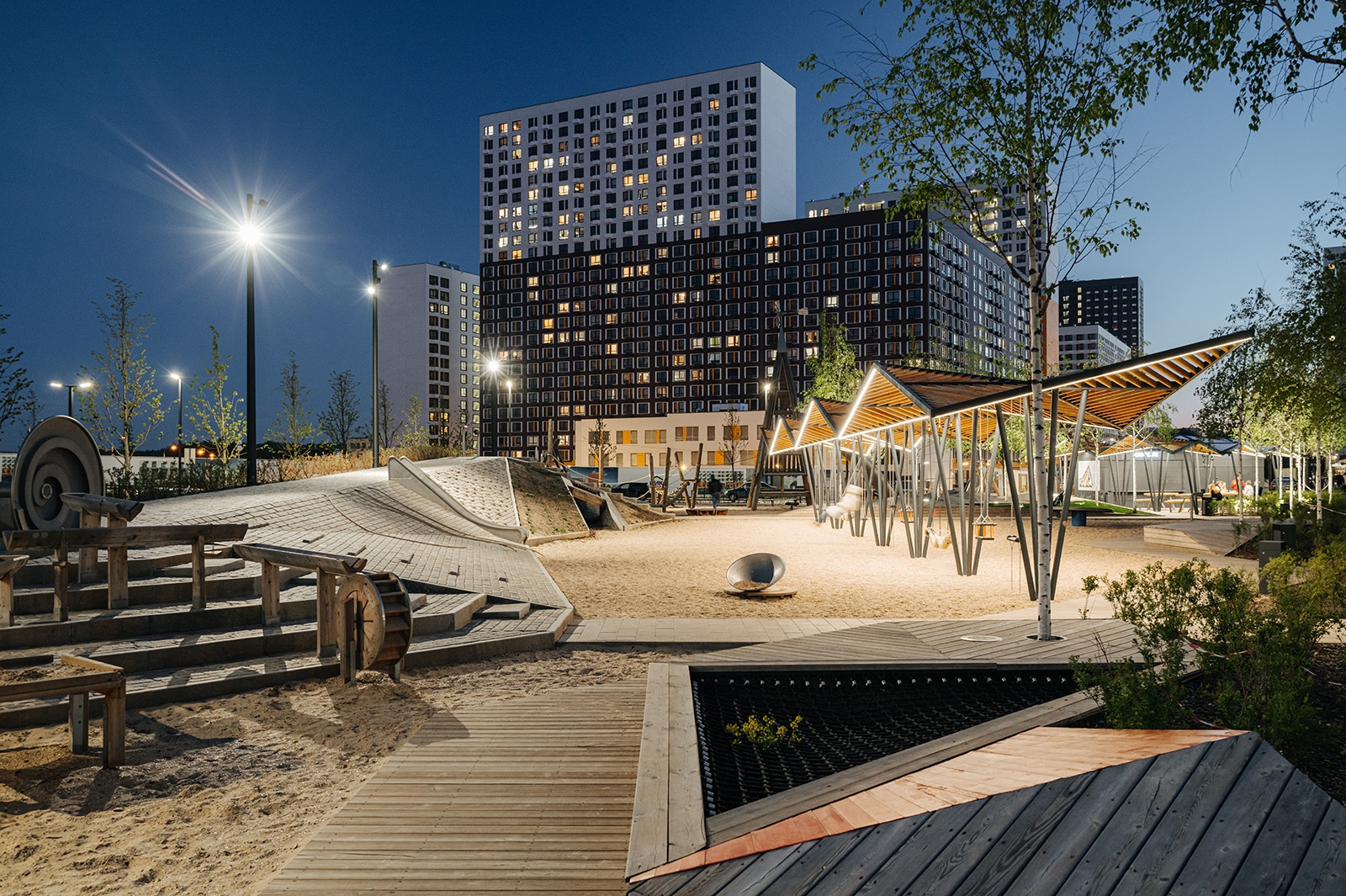
Жилой комплекс «Саларьево парк»
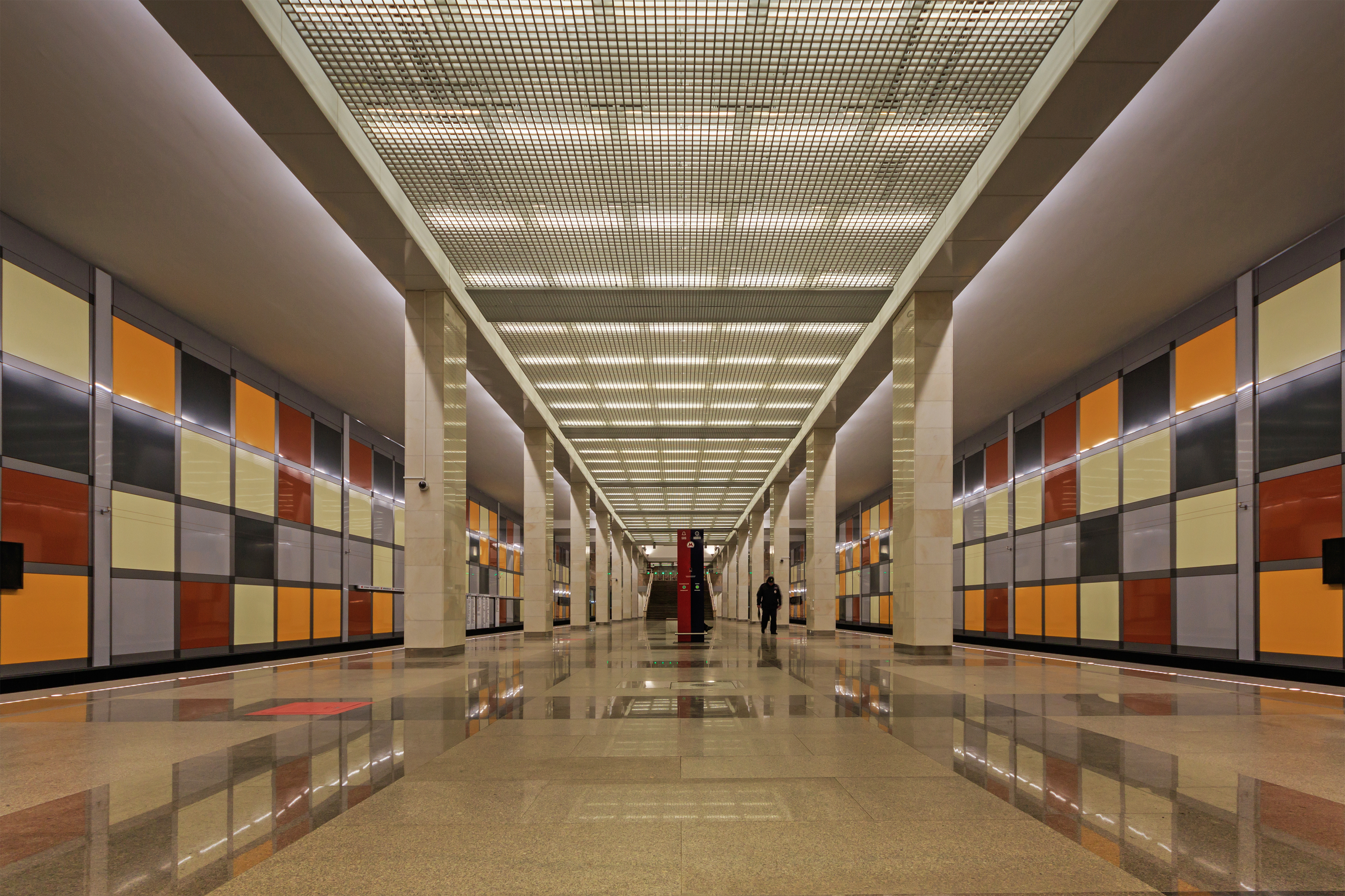
Станция метро «Саларьево»
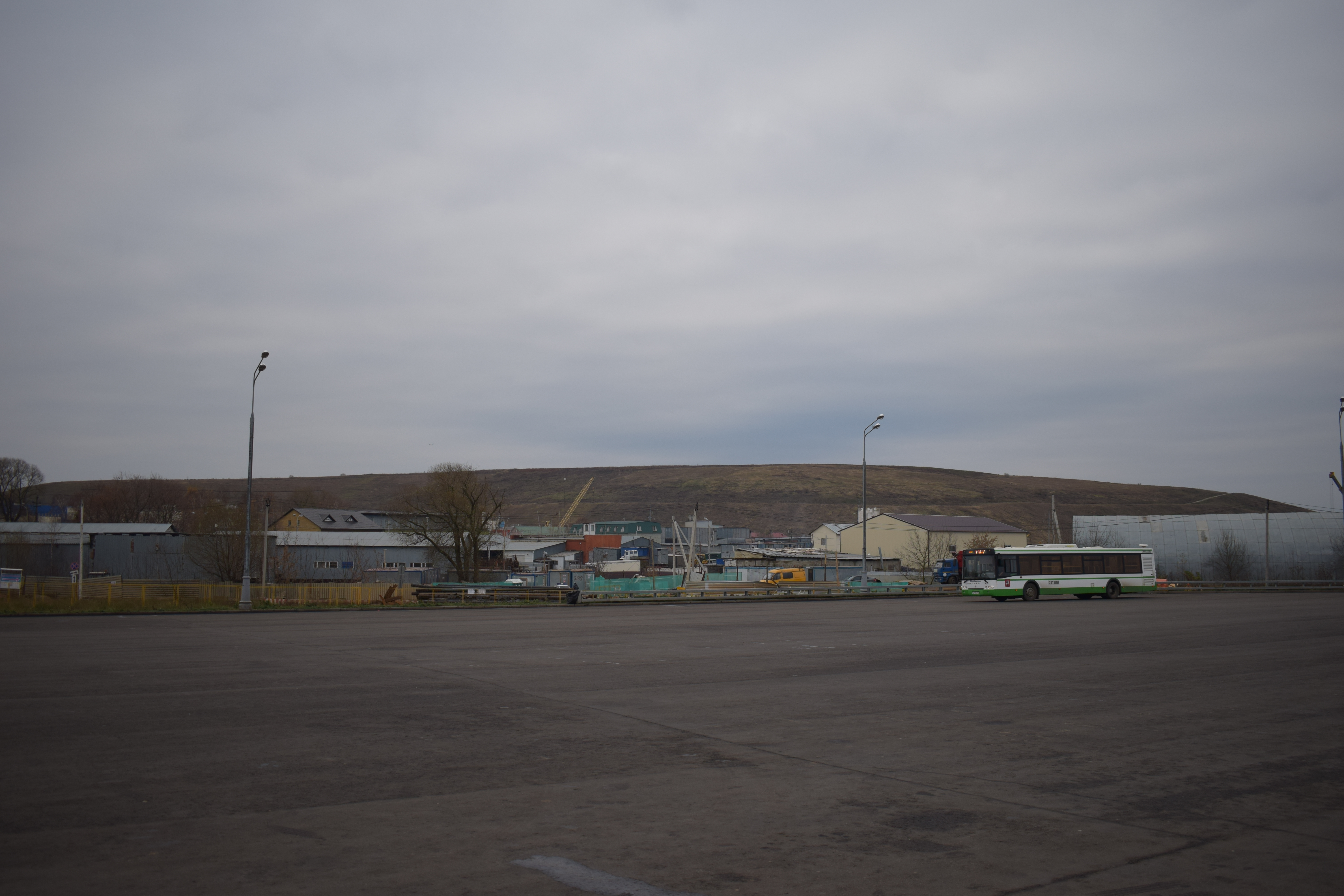
Полигон ТБО «Саларьево»

## Полигон ТБО «Саларьево»
Рядом с Саларьево расположен полигон захоронения строительных и промышленных отходов — крупнейшая подобная свалка в Европе (площадь 59 га, высота 70 м). Недавно она была несколько облагорожена за счёт выполаживания и засеивания травой склонов. Проект рекультивации полигона «Саларьево» разработан в 2007 году Институтом экологии города (НИиПИИ ЭГ) по заказу ГУП «Мосэкострой». После проведения рекультивации полигона ТПБО «Саларьево» функциональное назначение территории принято как рекреационное: в дальнейшем здесь планировалось устройство горнолыжного спуска и парка. К рекультивации полигона твердых бытовых отходов, расположенного в Саларьеве, планировалось приступить в 2017 году.
Обязательства по рекультивации полигона взяла на себя группа компаний «ПИК». На основе исследований компания представила проект "Рекультивация полигона ТПБО «Саларьево», основные мероприятия которого направлены на предотвращение возможного негативного воздействия полигона в связи с происходящими в теле полигона процессами стабилизации отходов. По проекту планируется возведение подпорной стены из железобетона общей протяженностью 1334 п. м., на северо-восточных, восточных и юго-восточных склонах полигона предусмотрено устройство противофильтрационной завесы общей протяженностью 1030 п. м., а на северо-западных, западных и южных склонах — сорбирующей противофильтрационной завесы общей протяженностью 1430 п. м., сооружение защитного экрана в системе финального перекрытия поверхности полигона на поврежденных и выполаживаемых участках склонов.

## Улицы в Саларьеве и ЖК «Саларьево Парк»
- Тихоновская улица
- Передельцевская улица
- Картмазовская улица
- Московская улица
- 1-я Новая улица
- 2-я Новая улица
- Улица Трёхполье
- Саларьевский проезд
- Улица Саларьевский Спуск
- Саларьевская улица
- Красулинская улица
- Тимановский проезд
- Улица Андрея Щелкалова
- Сурожский переулок
- Улица Большое Понизовье
- Улица Малое Понизовье

## Население
| 1859 | 1890 | 1899 | 1926 | 2002 | 2006 | 2010 |
| ---- | ---- | ---- | ---- | ---- | ---- | ---- |
| 633  | ↘618 | ↘573 | ↗643 | ↘176 | ↗187 | ↗369 |